# Apprentissage de la lecture

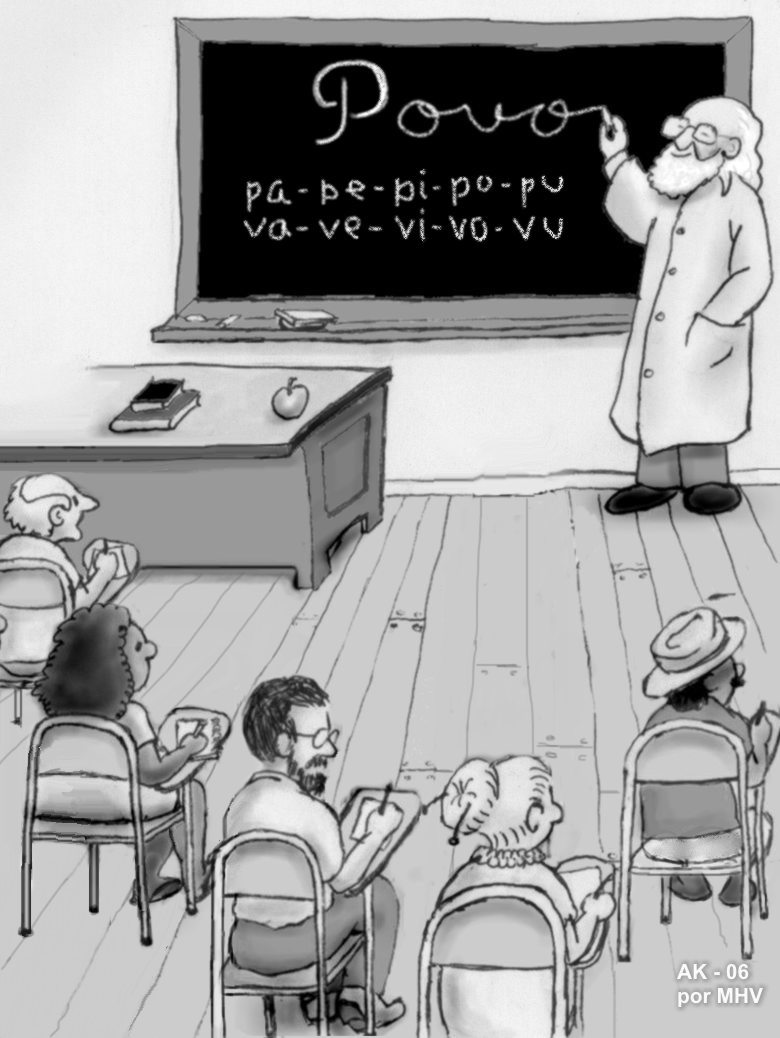
La méthode Paulo-Freire.

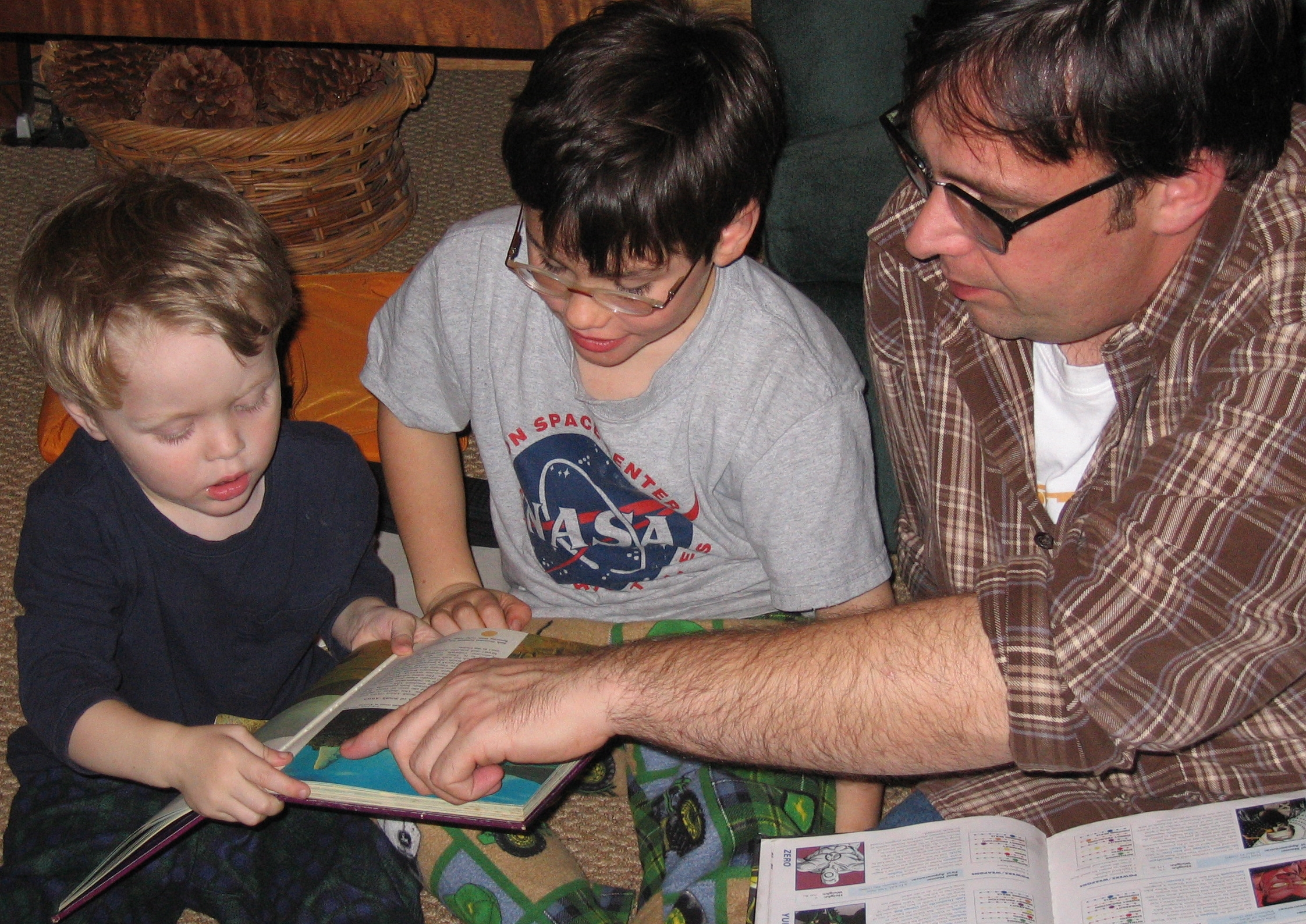
Père faisant lire ses enfants.

L'apprentissage de la lecture est un des apprentissages essentiels de l'école primaire avec l'écriture et les mathématiques, et le premier but de la scolarité obligatoire. Les systèmes d'écriture et leur rapport avec la langue orale diffèrent, mais la plupart des systèmes d'écriture utilisent des alphabets. Leur principe est de lier des lettres ou syllabes aux sons de la langue orale et à leur sens.
L'apprentissage de la lecture résulte de différentes techniques d'enseignement ou de sensibilisation, un sujet qui intéresse les pédagogues qui étudient et évaluent les différentes méthodes d'enseignement de la lecture dans les milieux scolaires. L'acquisition de la lecture par l'apprenant, enfant ou adulte, ainsi que les troubles d'apprentissage de la lecture sont étudiés par la psychologie du développement et par la psychologie cognitive développementale. Ces recherches tentent d'en comprendre les processus cognitifs sous-jacents et les précurseurs.
Les processus d'acquisition de la conscience linguistique (ou métalinguistique), le décodage (ou conversion) grapho-phonologique et son automatisation, la compréhension des phrases puis des textes, et la production écrite qui est enseignée en parallèle avec la lecture, permettent à l'apprenant de devenir, en quelques années, un lecteur expert, capable de lire rapidement plusieurs centaines de mots à la minute et de comprendre des textes écrits.

## Enseignement de la lecture

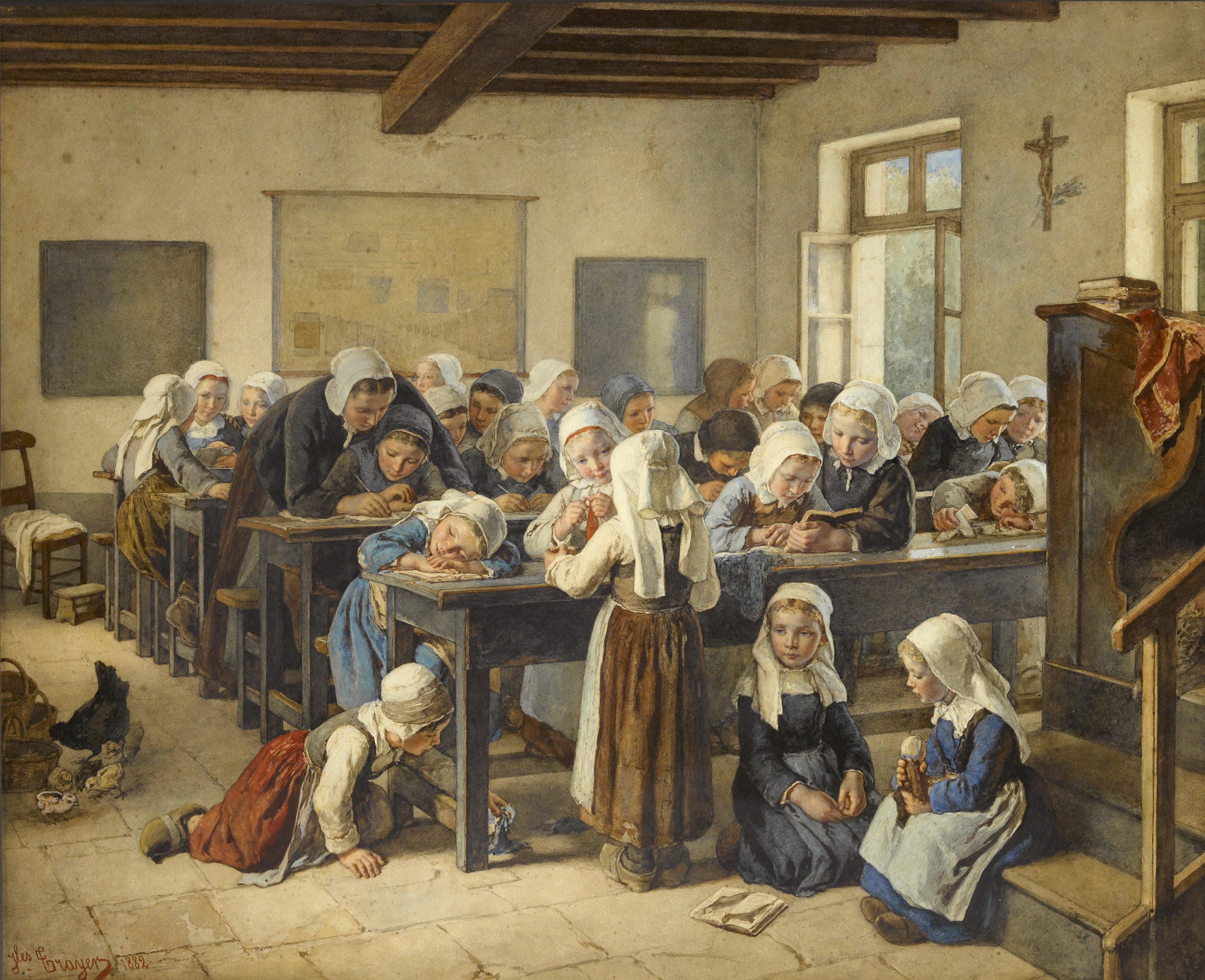
École d'enfants bretons. Peinture de Jean-Baptiste Jules Trayer (1882).

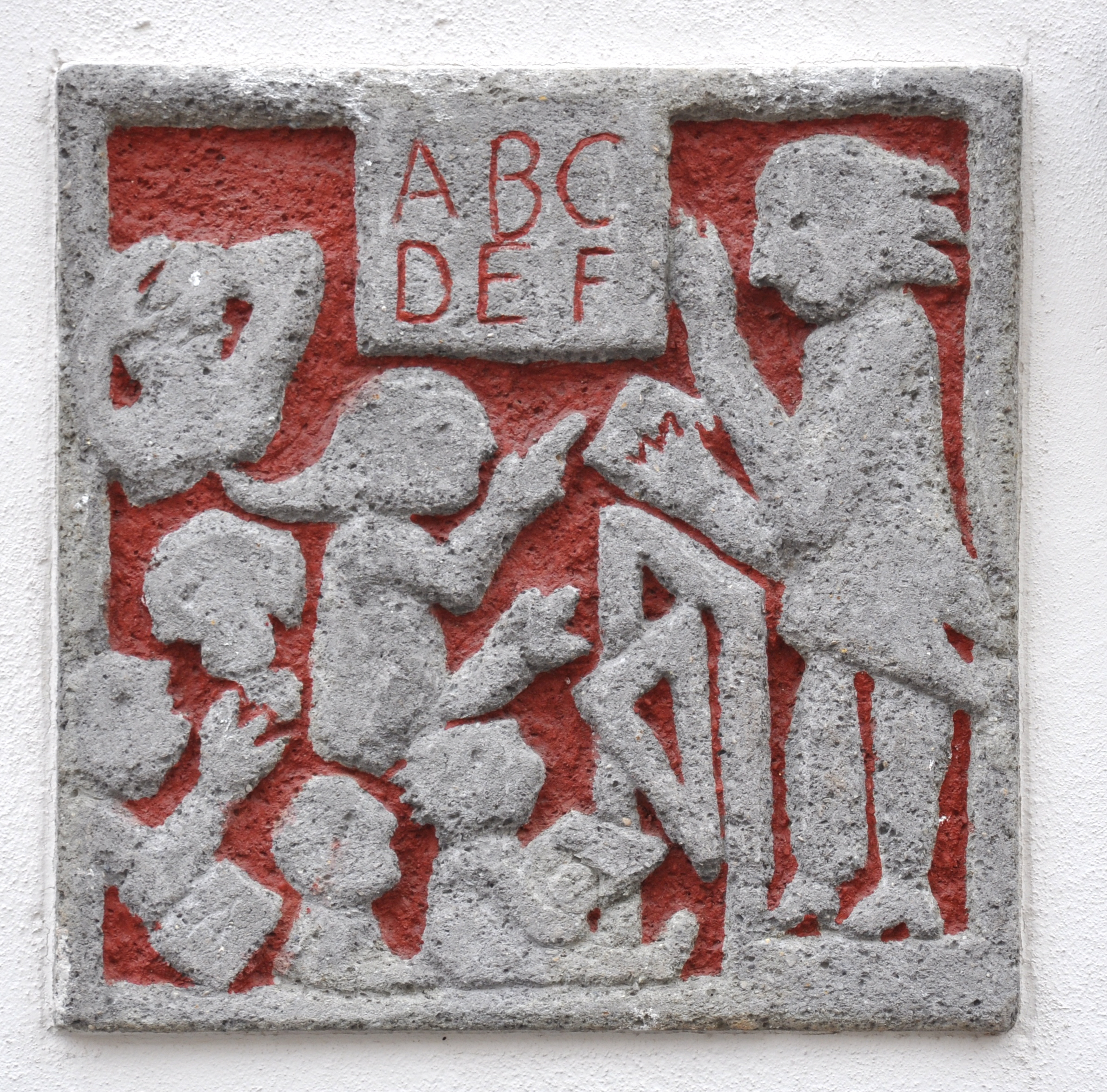
Relief représentant un maître enseignant l'alphabet à ses jeunes élèves, Münsingen (Allemagne).

Le fait d'apprendre à lire est un des principaux objectifs des programmes d'enseignement en école primaire à travers le monde. L'apprentissage formel de la lecture débute souvent vers six ans, avec l'entrée dans la scolarisation obligatoire, qui est souvent précédée d'une ou deux années de pré-scolarisation où les enfants sont exposés au matériel écrit et aux stimulations linguistiques et écrites, comme les contes, comptines ou livres pour enfants.
Les méthodes d'enseignement de la lecture se divisent en deux catégories qui correspondent à deux manières d'identifier les mots. La plupart des méthodes enseignent à l'enfant le décodage grapho-phonologique suivant le principe alphabétique, dans lequel l'enfant doit associer chaque lettre ou groupe de lettres (le graphème, par exemple « o », « au » et « eau ») à un phonème (/o/). L'autre méthode est basée sur une approche globale, c'est-à-dire la reconnaissance visuelle des mots entiers, qui suppose que l'enfant associe un mot écrit entier à sa prononciation par mémorisation.
Les approches par le décodage et par la reconnaissance visuelle présentent chacune des points forts et des limites. L'apprentissage de la lecture est un processus long et complexe, qui requiert des compétences de décodage grapho-phonologique, mais qui bénéficie aussi de l'apprentissage de stratégies pour comprendre le texte lu. Pour ces raisons, des spécialistes recommandent l'utilisation de méthodes d'enseignement qui combinent les points forts des deux types d'approches.
Pour les enfants présentant des surdités sévères ou profondes, des troubles du langage, ou des troubles de la lecture, un enseignement spécialisé et une rééducation orthophonique sont généralement mis en place dès le diagnostic et s'étend sur plusieurs années, dans les pays où ces services sont disponibles,.

## Psychologie cognitive de l'apprentissage de la lecture
Plusieurs disciplines de la psychologie s'attachent à étudier les mécanismes associés à la perception, compréhension et production du langage écrit et oral : la psycholinguistique, la psychologie du développement, et plus spécifiquement la psychologie cognitive du développement, ainsi que les neurosciences cognitives et développementales s'associent pour comprendre, modéliser, prédire les processus cognitifs qui sous-tendent l'apprentissage de la lecture.

### Apprentissage de la lecture du mot

#### Stratégies logographique, alphabétique puis orthographique (Frith, 1980)

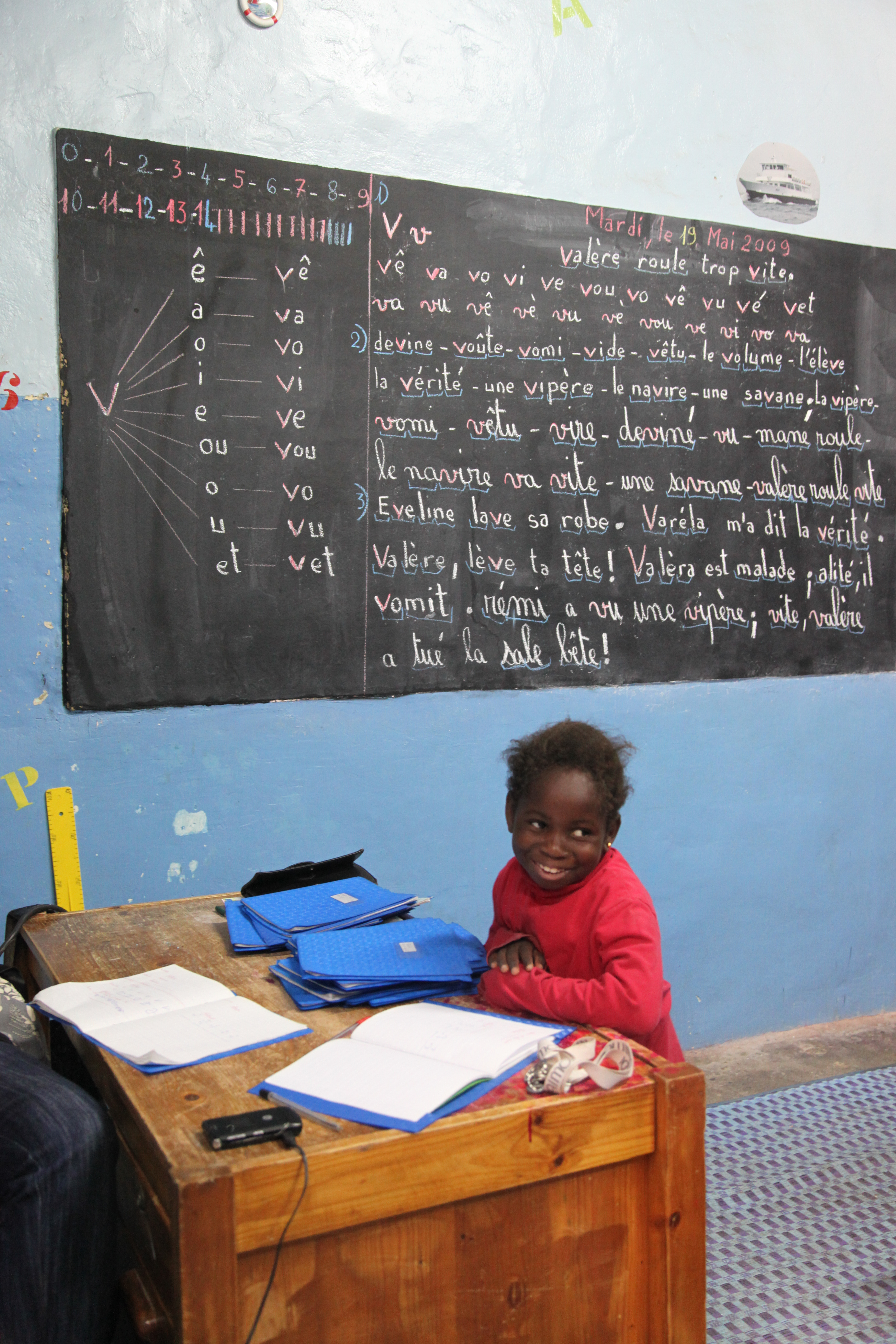
Écolière dans une classe enseignant la méthode syllabique présentée sur le tableau noir (Gorée, Sénégal) : phase alphabétique du modèle de Frith, dominée par le décodage grapho-phonologique.

L'une des théories des plus influentes est celle de la psychologue et neurospychologue Uta Frith. Frith suggère que l'enfant utilise différentes stratégies pour lire et que ces stratégies se mettent en place suivant trois phases. Tout d'abord, l'enfant apprend à reconnaître certains mots sur la base de leur apparence visuelle, de leur forme générale. Ce mode de lecture est décrit par Frith comme « logographique ».
Dans une seconde phase, l'enfant commence à prêter attention aux lettres individuelles composant les mots, et il apprend (par l'enseignement scolaire) les relations entre les lettres et les sons, plus précisément, entre les graphèmes (lettres ou groupes de lettres) et les phonèmes. Il s'agit d'une stratégie de lecture dite « alphabétique », dans laquelle l'enfant décode ou déchiffre des mots nouveaux et inconnus, c'est-à-dire des mots qu'il ne peut pas reconnaître par une stratégie logographique. Cette stratégie lui permet d'apprendre à déchiffrer des mots réguliers. Il les prononce à voix haute, puis les associe au sens du mot en s'appuyant sur sa mémoire, si le mot correspond à un mot qu'il a appris dans la langue orale qui lui est familière. Cependant, cette stratégie ne lui permet pas de prononcer des mots irréguliers sur le plan orthographique (comme « monsieur ») qui sont nombreux dans les langues aux orthographes opaques comme l'anglais et le français, mais rares dans les langues aux orthographes transparentes comme l'italien.
La dernière phase décrite par le modèle de Frith est celle de la stratégie de lecture dite « orthographique ». Dans cette phase, l'enfant découpe le mot en unités plus larges que les graphèmes : des unités orthographiques. Cette stratégie est utilisée sur les mots familiers et les mots irréguliers et permet de l'entrée dans la reconnaissance automatique des mots. Cependant, lorsque le lecteur rencontre des mots nouveaux, la stratégie alphabétique de déchiffrage du mot est à nouveau utilisée.
Cette théorie a généré bon nombre de critiques et d'études expérimentales. La régularité orthographique des langues ainsi que les méthodes d'enseignement de la lecture influencent les stratégies de lecture des enfants.

#### Lecture par analogie (Goswami, 1990)
La psychologue Usha Goswami (1990) a radicalement mis en cause la théorie de Frith et a proposé que les enfants puissent lire par analogie, en s'appuyant sur une unité plus large que le phonème : la rime. Ses expériences ont mis en évidence une telle stratégie chez des enfants anglophones de cinq ans, sur des mots anglais monosyllabiques. Des critiques ont cependant mis en cause ces interprétations. La psychologue Linnea Ehri a défendu que les enfants ne peuvent utiliser des analogies entre les rimes qu'après avoir développé des stratégies alphabétiques (et non avant, comme le défendait Goswami), stratégies qui leur permettent d'utiliser des stratégies analytiques sur l'orthographe.

#### Modèle d'acquisition de la lecture alphabétique de Linnéa Ehri
La psychologue Linnéa Ehri propose un modèle de l'apprentissage de la lecture en quatre phases développementales. Ce modèle de référence est souvent repris dans la littérature scientifique sur le sujet. Elle décrit quatre étapes de l'acquisition de la lecture chez l'enfant dans les langues alphabétiques : la phase pré-alphabétique, la phase alphabétique partielle, la phase alphabétique complète et la phase alphabétique consolidée,.

### Du déchiffrage à l’automatisme de la reconnaissance visuelle du mot

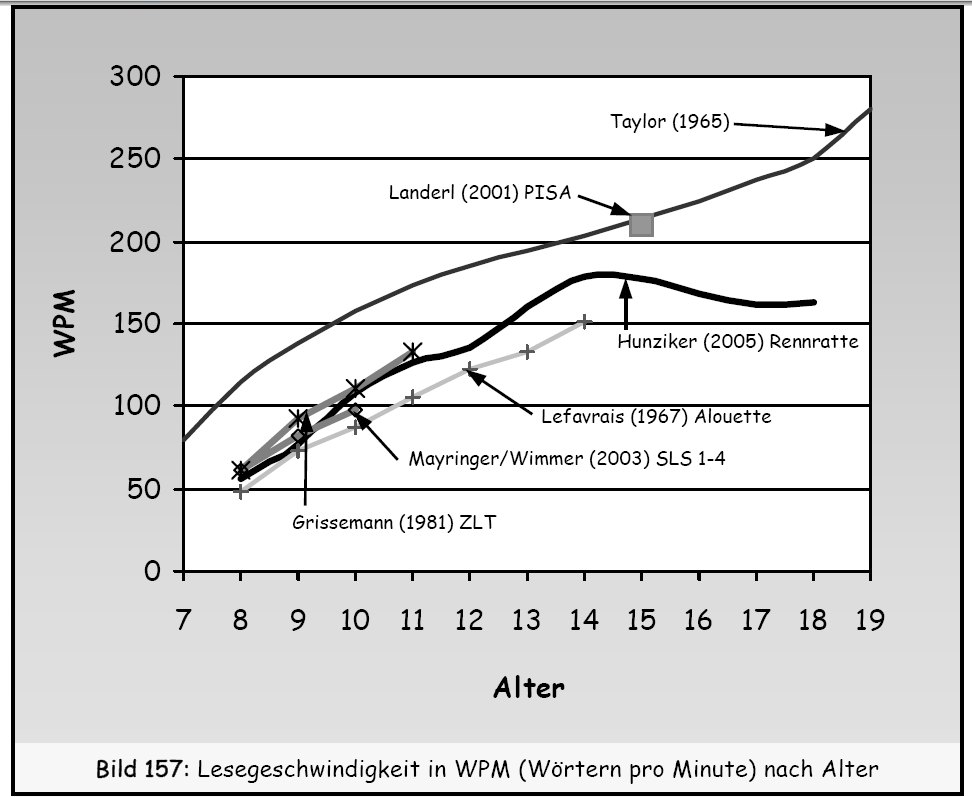
Vitesse de lecture en fonction de l’âge en mot par minute

La lecture du mot dans les langues alphabétiques et syllabiques, passe par le déchiffrage. Les graphèmes ou syllabes écrites sont associés aux sons de la langue qui leur correspondent. La prononciation des syllabes évoque le mot et sa signification, quand le mot fait partie du vocabulaire familier de l’enfant. En pratiquant régulièrement l’activité de lecture, fortement stimulée durant la scolarisation, les processus de décodage s’automatisent progressivement. Les mots familiers ne sont plus reconnus par déchiffrage, mais sont reconnus automatiquement. L’automatisation des processus permet à l’enfant de libérer son attention et sa mémoire de travail, lui permettant un accès plus aisé au sens des mots et des phrases. Ainsi, l’enfant peut lire des phrases et textes de plus en plus sophistiqués. Les mots familiers sont reconnus automatiquement. Seuls les mots nouveaux et non familiers restent lus par décodage.
L’un des marqueurs de cette amélioration du niveau de lecture est la vitesse de lecture de l’enfant. Cette vitesse de lecture se mesure de différentes manières. Elle varie légèrement selon les langues, et varie en fonction des consignes données à l’enfant. Ainsi un texte qu’il faut mémoriser sera lu plus lentement qu’un texte à lire pour répondre à des questions de compréhension. Malgré les différences individuelles et environnementales, la vitesse de lecture des enfants augmente au fil des années, de l’école primaire à l’école secondaire. Cependant, chez les enfants présentant des difficultés de lecture, la vitesse de lecture reste un indicateur de la difficulté à lire. Cette caractéristique a été utilisée dans la création du test de lecture L'Alouette en langue française (détails ci-après).

### Compréhension de textes

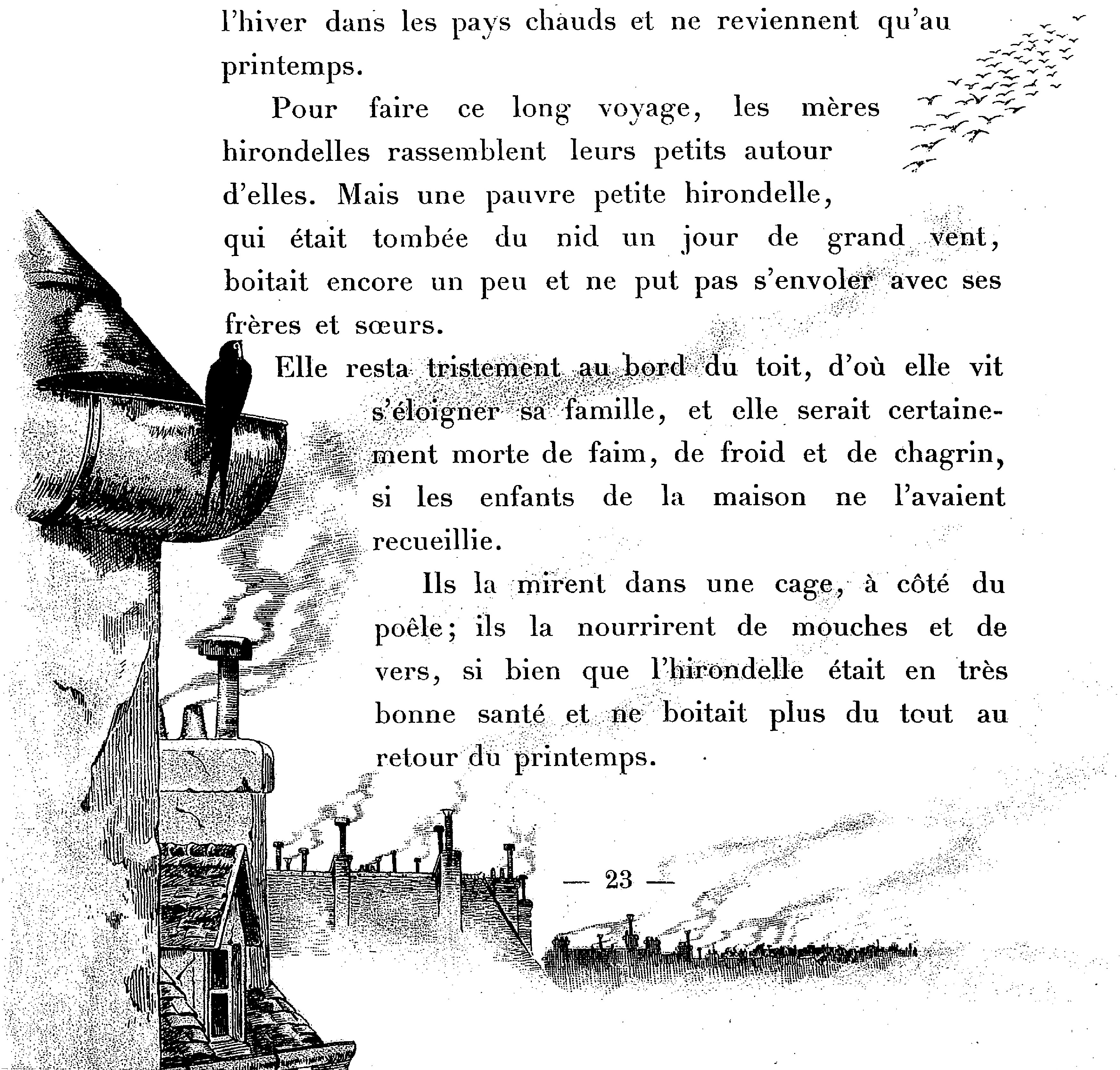
Extrait d'un livre de lecture pour enfant (Lemaître, 1921).)

Tandis que l'enfant apprend à associer des caractères écrits (graphèmes, syllabes, mots entiers) à leur correspondant dans la langue orale, il associe les mots lus à leur signification. Il doit ainsi coordonner les informations visuelles reçues et ses stratégies de lecture en cours (requérant beaucoup d'attention) aux informations qu'il possède en mémoire, le tout simultanément. Des enfants qui ont des difficultés à décoder, soit parce qu'ils sont encore jeunes, soit parce qu'ils présentent des retards ou des troubles de la lecture, vont avoir également plus de difficultés à accéder au sens des mots en raison de la complexité de la tâche.
À mesure que la compréhension des mots devient automatique, la capacité de l'enfant à comprendre des phrases, puis des textes, augmente. L'automatisation du décodage et de la reconnaissance des mots permet de libérer l'attention et la mémoire de travail. L'enfant développe des stratégies pour arriver à comprendre ce qu'il lit en modulant sa vitesse de lecture et son attention. Sa métacognition est également en développement, et fortement sollicitée, et lui permet de moduler ses propres stratégies mentales, pour ralentir et se concentrer lorsque le passage à lire devient plus complexe.

## Précurseurs de la réussite de l'apprentissage de la lecture

Une syllabe se compose d'une voyelle qui forme son noyau (nucleus), qui peut être suivie d'une consonne (coda), formant alors la rime de la syllabe (exemple ici en anglais : -at et -ing). La syllabe peut commencer par une consonne ou groupe de consonnes (onset).

Pour pouvoir aborder efficacement l'apprentissage de la lecture, certaines compétences préalables doivent être acquises. Un champ de recherche important consiste à déterminer les différentes capacités sous-jacentes à cet apprentissage. Il s'agit d'examiner quelles compétences permettent de prédire un apprentissage réussi. Ce type de recherche s'appuie en large partie sur des études longitudinales, qui suivent des enfants sur plusieurs mois ou plusieurs années, entre le moment où ils entrent à l'école et ne savent pas encore lire des mots ou des phrases, et le moment où ils ont appris les bases de la lecture.
Les premières études longitudinales explorant les facteurs liés à une bonne réussite de l'apprentissage de la lecture, sont menées en Suède dans les années 1980 par Ingvar Lundberg et son équipe. La langue suédoise est irrégulière en lecture, comme l'anglais ou le français. Lundberg et ses collaborateurs présentent des tâches phonologiques à des enfants d'âge pré-scolaire, tâches consistant à reconnaître des rimes, détecter le premier phonème d'un mot, segmenter un mot en syllabes. Lundberg met en évidence que la réussite à ces tâches phonologiques est un bon prédicteur de la réussite en lecture, toutes choses égales par ailleurs. Par la suite, il met en évidence qu'un entraînement aux tâches phonologiques augmente les performances en lecture des enfants. Ces résultats sont répliqués en anglais par Bradley & Bryant en 1983, puis dans d'autres langues européennes par d'autres équipes de recherche. Depuis lors, il est généralement admis par les spécialistes en psychologie développementale que la conscience phonologique, qui est un des aspects de la maîtrise métalinguistique, joue un rôle important, quoique complexe, dans l'acquisition de la lecture. Pour faire la distinction entre les sensibilités phonologiques apparaissant avant l'apprentissage de la lecture et les connaissances phonologiques en place après l'apprentissage, le psychologue Jean Emile Gombert établit une distinction entre, d'une part, les habiletés épiphonologiques (niveau épilinguistique), qui se développent avant l'acquisition du déchiffrage graphème-phonème de manière implicite, et d'autre part la maîtrise phonologique de l'unité du phonème (niveau métalinguistique), ou conscience phonémique, qui est consciente et explicite.
Différentes compétences phonologiques liées à la réussite de l'apprentissage de la lecture ont été mises en évidence. La conscience phonologique fait référence à la capacité de manipuler et d'analyser les unités sonores du langage. Elle peut porter sur diverses unités du langage : le phonème (conscience phonémique), la syllabe (conscience syllabique), la rime ou encore le ton (notamment pour des langues logographiques telles que le Chinois). Dans les langues alphabétiques, la conscience phonologique se révèle être un des principaux indicateurs prédictifs de l'apprentissage de la lecture : la capacité primordiale permettant d'apprendre à lire est la bonne maîtrise des sons du langage.

## Écriture
L'acquisition de l'écriture s'effectue en parallèle avec l'acquisition de la lecture chez le jeune enfant scolarisé. L'enfant commence son apprentissage de l'écriture en découvrant que les lettres représentent des symboles et diffèrent en cela des dessins. L'apprentissage des règles de codage grapho-phonologique lui fait prendre conscience que les lettres ou groupes de lettres représentent des phonèmes qu'il doit assembler pour former des mots qui peuvent alors être lus à voix haute et compris, par lui ou par le lecteur (son enseignant par exemple).

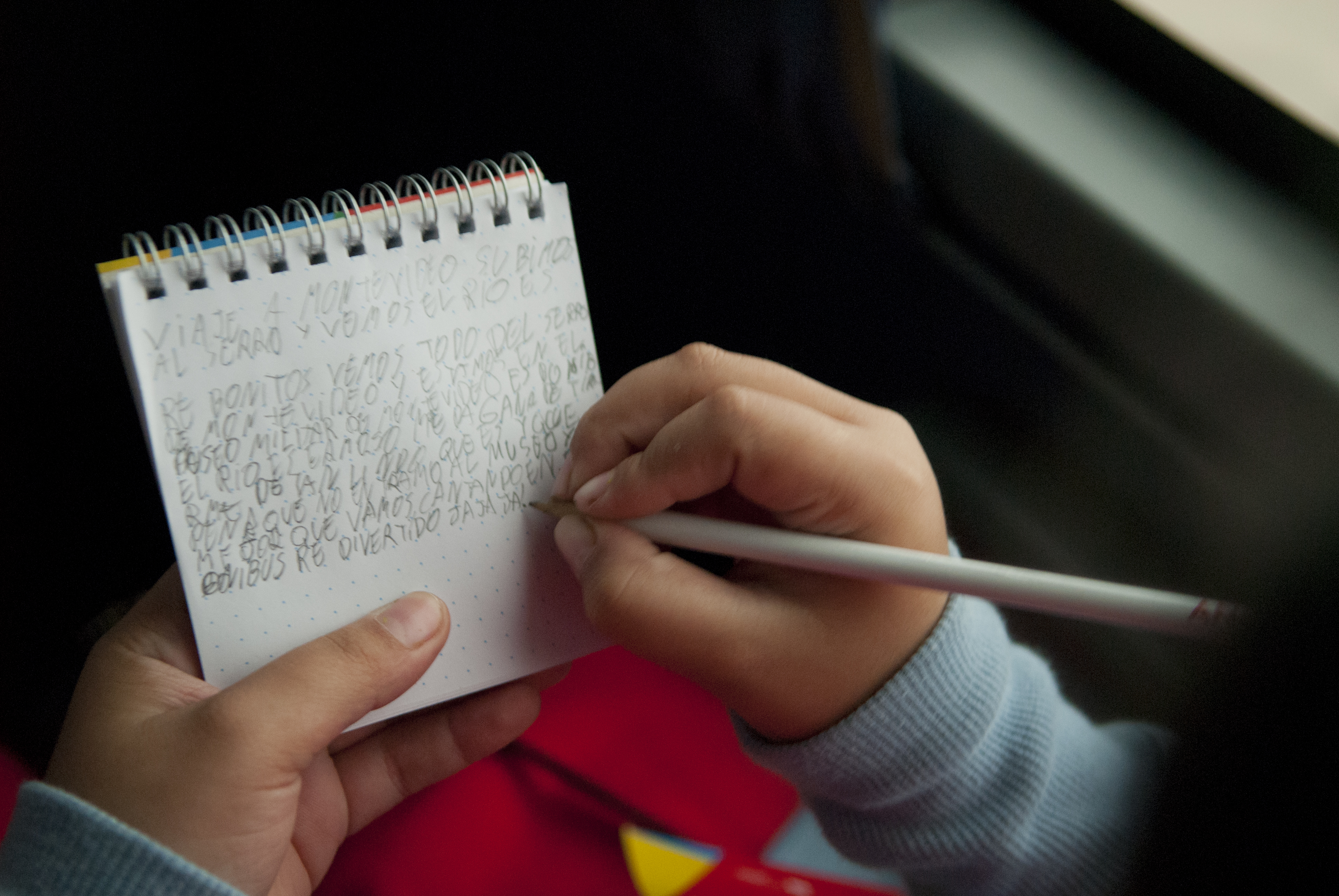
Enfant écrivant un texte sur un carnet.

L'écriture de phrases puis de textes lui demande des ressources cognitives plus importantes que celles qui consistent à produire des phrases à l'oral. Pour écrire une phrases puis un texte, l'enfant doit faire appel à ses connaissances, à sa mémoire, à son attention soutenue, tout en respectant de nombreuses règles (orthographe, ponctuation, grammaire) et en veillant à la lisibilité de son écriture cursive.

## Différences individuelles

### Vitesse d'apprentissage
Tous les enfants n'apprennent pas la lecture à la même vitesse. Il est possible que les méthodes de lecture expliquent des différences entre des groupes de lecteurs. Cependant, quelles que soient les méthodes de lecture, certains enfants ont plus de difficultés que d'autres à apprendre à lire pour des raisons diverses allant de différences génétiques à des différences environnementales. La plupart d'entre eux ne deviennent pas illettrés et environ un tiers des enfants qui montrent des retards en première année, rattrapent ce retard entre la deuxième et quatrième année d'éducation primaire.

### Effet Matthieu
Une idée assez populaire est que les écarts de niveau de lecture se creusent entre les jeunes qui lisent beaucoup et ceux qui ne lisent pas ou pas beaucoup. Ce phénomène est observé dans d'autres situations et est appelé l'effet Matthieu en référence au passage biblique évoquant que les riches deviendront plus riches et les pauvres plus pauvres. Cet effet est beaucoup étudié et commenté en sciences sociales.
Dans le domaine de l'apprentissage de la lecture et l'évaluation des niveaux de lecture des jeunes, l'effet Matthieu prédit que les écarts entre bons lecteurs et mauvais lecteurs s'élargissent au fil du développement des enfants puis adolescents. Cependant, cet effet n'est pas toujours démontré dans les études longitudinales et semble assez inconsistant. Certes, les mauvais lecteurs en niveau primaire ont tendance à être les mauvais lecteurs observés à 15 ans. Mais le fait que l'écart entre bons et mauvais lecteur s'élargit est difficile à démontrer.

## Troubles spécifiques des apprentissages, de la lecture et dyslexie
Les classifications psychiatriques du DSM (manuel diagnostique de troubles mentaux) et de la CIM-10 (classification internationale des maladies) décrivent les caractéristiques majeures et les critères diagnostiques des troubles des apprentissages, dont les troubles de la lecture font partie. Le diagnostic d'un trouble de l'apprentissage est établi sur plusieurs critères. L'un des critères de diagnostic repose sur la comparaison des performances de l'enfant à celles attendues de lui « compte tenu de son âge, de ses capacités intellectuelles, de son état de santé et de sa scolarisation ». Ces performances sont évaluées à l'aide de tests standardisés et pas uniquement sur les résultats scolaires de l'enfant. Le trouble de l'apprentissage est suspecté si les performances aux tests standardisés sont largement en dessous de la moyenne (la CIM-10 définit cette limite comme deux écarts-types ou plus, sous la moyenne), en tenant compte de l'âge et de l'intelligence de l'enfant.
La dyslexie est un trouble de la lecture. La distinction entre ces deux termes, dyslexie et trouble de la lecture, ne fait pas l'unanimité. Certains auteurs utilisent le terme de dyslexie pour décrire le trouble spécifique de la lecture dans lequel seule l'acquisition de la lecture et les capacités de lecture sont atteintes. Cependant, d'autres auteurs utilisent le terme dyslexie comme un synonyme de trouble de la lecture, qui peut être observé chez un enfant présentant d'autres troubles des apprentissages. Les deux définitions ont en commun qu'elles excluent les retards ou difficultés de lecture qui ont pour origine « un déficit intellectuel, un trouble sensoriel, un trouble neurologique ou une scolarité inadéquate ».
Les troubles de la lecture sont diagnostiqués sur la base des résultats faibles aux tests standardisés, du fait que le trouble affecte la scolarisation et la vie courante lors d'activités qui requiert la lecture, mais en l'absence de déficit sensoriel ou neurologique (ce qui conduirait à un autre diagnostic, par exemple la surdité affecte beaucoup l'apprentissage du langage oral et par conséquent, celui de la lecture). Généralement, deux des processus essentiels sont affectés : les processus de décodage grapho-phonologiques sont affectés et affectent la reconnaissance des mots ; et les processus de compréhension (niveau sémantique ou cognitif). Ainsi, l'enfant qui a du mal à déchiffrer un mot pour l'associer à sa prononciation peut difficilement l'associer à son sens. Or pour lire, il doit opérer ce processus sur chaque mot, le garder en mémoire pour parvenir à lire la phrase entière, puis le texte. Chez l'enfant présentant un trouble de la lecture, les processus de base s'automatisent difficilement ce qui lui demande une grande concentration et représente donc une grande difficulté.

## Développement atypique
Certains enfants font face à des difficultés qui rendent les apprentissages scolaires difficiles. Il peut s'agir de déficience intellectuelle, de troubles envahissants du développement comme l'autisme, de troubles sensoriels (audition, vision), de handicaps moteurs, de problèmes attentionnels, émotionnels et comportementaux, ou encore de maladies chroniques nécessitant de nombreuses hospitalisations. Lorsque le développement général de l'enfant est atypique, l'apprentissage de la lecture peut s'en trouver ralenti ou compromis.

### Déficience intellectuelle
La déficience intellectuelle est un terme qui désigne un trouble intellectuel chronique, dont les causes sont multiples. Quelle que soit son origine, elle est décrite selon la note obtenue à un test d'intelligence standardisé, ainsi que par l'évaluation du niveau d'adaptation de l'enfant aux tâches et interactions du quotidien. Elle est décrite comme légère, moyenne, grave ou profonde. Une déficience intellectuelle légère ralentit les apprentissages scolaires, mais peut néanmoins permettre à l'adulte de vivre une vie normale. La déficience intellectuelle grave, en revanche, compromet les apprentissages scolaires élémentaires et peut même compromettre l'acquisition du langage,. La déficience intellectuelle affecte tous les apprentissages scolaires, mais les stimulations de l'environnement sont importantes et ont un effet positif sur les progrès scolaires et sur l'adaptation de l'enfant,.

### Surdité

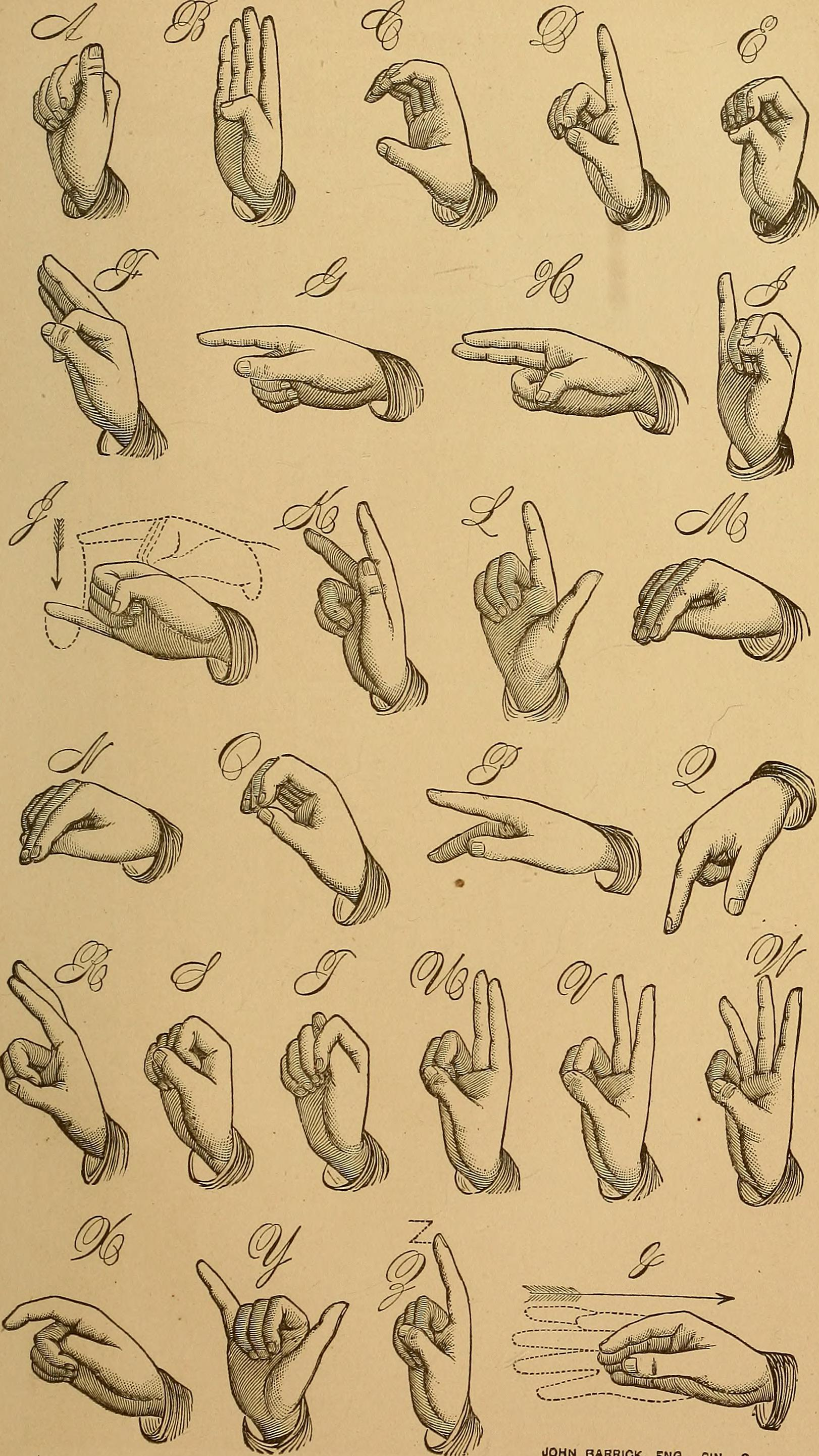
Alphabet signé américain en 1882.

Lorsqu'un enfant est affecté par une surdité profonde, sévère, ou moyenne, il est confronté à de grandes difficultés pour percevoir, comprendre et produire du langage oral qui l'entoure. Les enfants sourds chez lesquels un appareillage auditif est insuffisant pour apprendre le langage oral peuvent bénéficier de l'apprentissage de la langue des signes de leur pays (en France, la langue des signes française) pour communiquer et développer ainsi leurs compétences sociales, émotionnelles et cognitives. Cependant, la langue des signes n'est pas liée à la phonologie de la langue orale, car elle possède des caractéristiques linguistiques, une phonologie et une syntaxe qui lui sont propres. Ainsi, le décodage grapho-phonémique est un processus particulièrement difficile pour l'enfant sourd.
Des compléments à la lecture labiale, comme le langage parlé complété, peuvent l'aider à améliorer sa perception de la phonologie de la langue orale, et l'aider ainsi à apprendre à décoder les mots écrits.
L'usage de l'alphabet manuel, appelé dactylologie, est fréquent et constitue également un support aidant les enfants sourds à mémoriser des suites de lettres. En langue des signes, les mots non familiers (par exemple un mot scientifique, un nom propre) sont épelés par des signes. Les lettres signées peuvent également apparaître dans les signes, à l'intérieur de mots articulés en langue des signes.

### Cécité

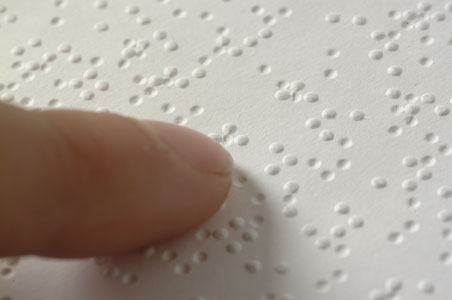
En Braille, les lettres sont représentées par des arrangements de points perceptibles par le toucher.

Les enfants aveugles doivent apprendre à lire en utilisant l'alphabet Braille, qui représente chaque lettre par des points qui sont perçus par le toucher. L'apprentissage de la lecture par ce système prend plus de temps que l'apprentissage de l'alphabet chez les enfants sans déficit visuel. Apprendre l'alphabet prend souvent une année entière. D'une part, la lecture par le toucher est plus difficile que la lecture visuelle, d'autre part, les enfants aveugles ne bénéficient pas de stimulations en dehors de la classe comme c'est le cas des enfants voyants qui peuvent avoir accès à l'écrit dans leur environnement (publicités, livres pour enfants, internet, etc.),.
Pour faciliter l'apprentissage de l'alphabet Braille, il s'est révélé efficace d'introduire l'alphabet sur des lettres brailles grossies, de telle sorte que le toucher ne soit pas un obstacle à l'apprentissage. Une fois l'alphabet appris sur les lettres de gros format, les enfants transfèrent ensuite leur connaissance des lettres en gros format aux lettres de plus petit format,.
Les jeunes enfants apprennent le langage oral sans problème particulier. Certaines différences ont été notées entre le type de vocabulaire des enfants aveugles et voyants, mais ces différences semblent relativement mineures et ne constituent pas des retards de langage. Lorsque les lettres de l'alphabet Braille sont connues, ils n'ont pas de problèmes particulier à associer les graphèmes aux phonèmes et à commencer à décoder.

### Infirmité motrice cérébrale ou paralysie cérébrale
La paralysie cérébrale, appelée aussi infirmité motrice cérébrale (IMC) ou infirmité motrice d'origine cérébrale (IMOC), désigne les troubles moteurs causés par des dommages cérébraux non évolutifs. Les causes en sont multiples : un manque d'oxygène au cerveau à la naissance ou dans les semaines suivant la naissance, une hémorragie cérébrale ou un accident, peuvent être la cause d'une IMC. Les enfants atteints d'IMC présentent des troubles moteurs dont la gravité varie beaucoup. Dans les cas les plus bénins, l'enfant peut parler normalement et aura des difficultés motrices avec un de ses membres. Cependant, environ 70 % des enfants à IMC présentent des troubles pour articuler le langage. Certains ne peuvent pas parler du tout (anarthrie), et certains parlent avec de grandes difficultés (dysarthrie). Malgré ces difficultés à articuler le langage, leur perception du langage oral n'est pas altérée. Cependant, leur communication peut être fortement altérée, certains enfants ne pouvant exprimer que le « oui » et « non » par des mouvements de tête,.
La difficulté posée pour l'apprentissage de la lecture tient aux difficultés rencontrées par les enfants pour communiquer, ainsi que les difficultés à se rendre à l'école et à déplacer dans l'école. Les nombreuses hospitalisations, dues aux chirurgies ou aux problèmes médicaux comme les difficultés respiratoires, réduisent les heures d'étude et de scolarité. De plus, environ 75 % des enfants IMC ont des troubles associés, tels que la malvoyance ou cécité, la surdité, le déficit intellectuel, ou d'autres troubles affectant les apprentissages scolaires.
Des moyens techniques ergonomiques permettent d'améliorer la possibilité d'écrire de la personne souffrant d'IMC. L'accès à l'ordinateur dans les années 1970-1980 a créé de nombreuses opportunités nouvelles pour la communication des enfants IMC par le biais de l'écrit. L'accès aux lettres peut par exemple être obtenue par des pointeurs géré par les mouvements de la tête. Malgré les aides techniques, écrire demeure une activité difficile.

## Tests de lecture
En français, le test de l'Alouette mis au point par le psychologue Pierre Lefavrais en 1967 permet des mesures qualitatives et quantitatives de la lecture à voix haute. Il donne des indications sur les vitesses de lecture et les types d'erreurs de lectures faites par le jeune lecteur. Le test est standardisé et permet de comparer le niveau de l'enfant à celui d'enfants du même âge. Ce test est le plus connu des tests de lecture en langue française.

## Différences liées aux langues

### Langues alphabétiques
La majorité des systèmes d'écriture les plus couramment utilisés dans le monde utilisent des alphabets. Le principe de l'écriture alphabétique est d'associer des chaînes de symboles, les lettres, aux sons composant des mots d'une langue (phonèmes, syllabes), et à leur sens. Or la relation entre les sons (la phonologie) et les lettres (l'orthographe) est très différente en fonction des systèmes d'écriture.
Certaines langues ont des relations très régulières (l'espagnol, l'italien) : un son s'écrit toujours ou presque toujours de la même façon. Ces langues ont une bonne régularité orthographique. Certaines langues sont régulières dans le sens de la lecture (les lettres ou graphèmes se prononcent toujours de la même façon), mais sont irrégulières dans le sens orthographique : un même son peut être orthographié de diverses façons. C'est le cas par exemple du Grec moderne. Ces langues sont régulières en lecture, mais irrégulières en orthographe. L'anglais est une langue irrégulière à la fois sur le plan de la lecture et sur le plan de l'orthographe ; ainsi des séquences de lettres, ou graphèmes, telles que « ough », « ave » ou « ind », sont prononcées différemment en fonction des mots et un son (phonème) peut prendre différentes orthographes. Le français est relativement régulier dans le sens de la lecture, mais son orthographe est irrégulière. Par exemple, le graphème « eau » se prononce toujours de la même façon (/o/), mais le phonème /o/ peut s'écrire de multiples façons (o, ho, os, ot, au, aux, eau, etc.).
L'apprentissage de la lecture est plus long dans les pays dont les règles de correspondances grapho-phonologiques sont complexes et l'orthographe peu transparente (c'est le cas du français et de l'anglais), que dans des langues aux correspondances grapho-phonologiques simples et à l'orthographe transparente, comme le finnois ou l'espagnol. Le psychologue Philip Seymour et son équipe ont comparé les vitesses d'apprentissage de la lecture (et compétences associées) dans treize pays Européens, au début des années 2000. Leur recherche met en évidence que la complexité syllabique et la transparence orthographique ont un impact important sur la vitesse d'acquisition de la lecture. Les enfants des pays aux orthographes irrégulières qu'il qualifie d'orthographes profondes (deep orthography), en particulier les Anglais, Français, Portugais, et Danois, qui mettent jusqu'à deux fois plus de temps à apprendre à lire que leurs homologues européens ayant des langues orthographiquement plus régulières ou superficielles (shallow orthography). La psychologue Linnea Ehri décrit ces différences orthographiques entre les langues en référant aux orthographes « opaques » ou « transparentes ».
Les différences de régularité ont également des conséquences sur la durée d'apprentissage d'écriture et sur le rapport entre la lecture et l'écriture durant l'enseignement. En Italien, langue très régulière dans le sens de la lecture et de l'écriture, les enfants lisent et écrivent les mots nouveaux dès leur première année, car la stratégie alphabétique est suffisante. L'apprentissage de la lecture et de l'écriture s'effectue en parallèle. Par contraste, les enfants anglais du même âge doivent apprendre les règles de décodage alphabétique mais également de nombreuses informations orthographiques du fait de l'irrégularité de leur langue écrite. Leur première année d'apprentissage de la lecture est plus difficile et ils passent moins de temps que leurs homologues italiens à travailler leur production écrite pour passer plus de temps à la lecture. Le grec moderne est régulier en lecture mais irrégulier en écriture. Les enfants grecs apprennent à lire relativement rapidement, comme les Italiens, mais leur production écrite est plus lente que celle des Italiens, et est comparable à celles des enfants anglais ou suédois, dont le système d'écriture est également opaque.

### Langues logographiques et syllabiques

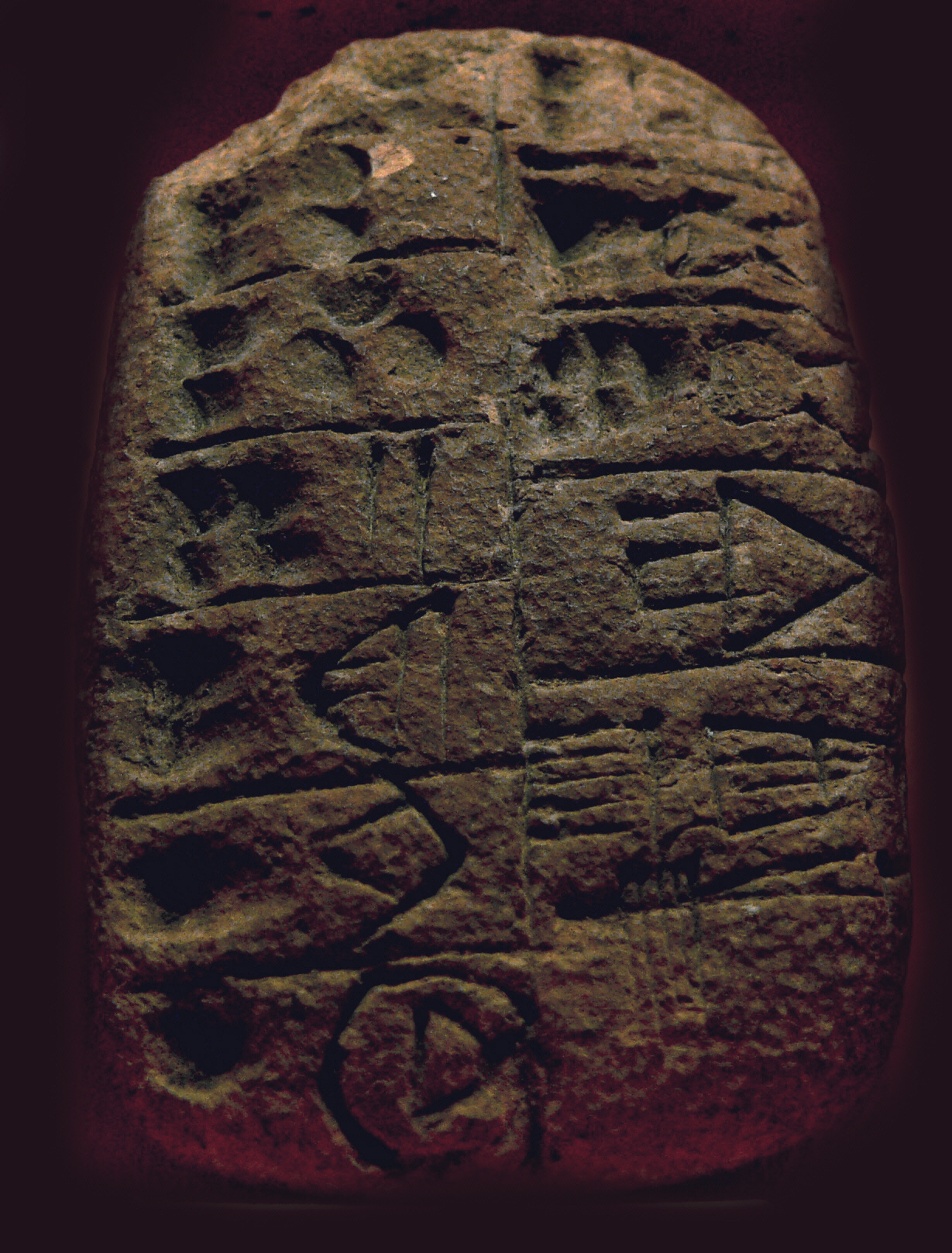
Logogrammes en écriture cunéiforme (vers 3200 BC).

Schéma d'évolution du signe SAG (tête) du dessin de la tête vers 3000-2800 av. J.-C. aux formes de plus en plus abstraites de l'écriture cunéiforme.

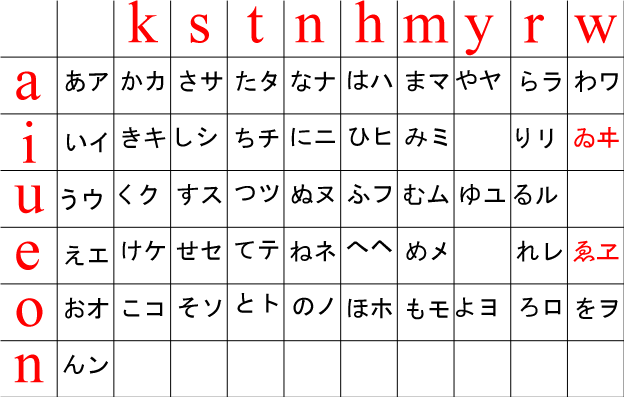
Tableau des syllabes japonaises, avec dans chaque case la syllabe en écriture hiragana puis en katakana

Historiquement, les langues écrites ont d'abord été des représentations logographiques, un logogramme représentant un mot entier. Les langues européennes sont dérivées des langues logographiques (cunéiforme logographique) qui ont évolué vers des systèmes syllabiques puis alphabétiques,.
De nos jours, certaines langues, dont le Chinois et le Japonais, utilisent des langues écrites logographiques. Cependant, ces langues sont particulièrement difficiles à apprendre car ces systèmes d'écriture comprennent un très grand nombre de symboles à mémoriser. Ces deux langues ont introduit des simplifications de leurs langues écrites et utilisent des systèmes syllabiques pour représenter l'écrit,.
Les chinois ont introduit le système syllabique Pinyin en 1958.
Le système syllabique japonais est le Kana qui peut s'écrire en version hiragana et en katakana tandis que le système d'écriture logographique est appelé le Kanji (il s'agit de signes d'origine chinoise). Le hiragana est un système surtout utilisé pour écrire en association avec les caractères du kanji. Le katakana sont surtout utilisés pour transcrire des mots étrangers, par exemple « télévision » (terebi) ou « gâteau »(keiki). Chaque caractères du kana correspond à une more, qui est une unité de langage que l'on peut comparer aux syllabes des langues européennes.
Les enfants japonais apprennent à lire tout d'abord avec le système syllabique kana, puis ils apprennent le système kanji qui est beaucoup plus difficile à retenir, avec l'aide de la lecture du kana. La lecture syllabique est facilitée en japonais par le fait que le nombre de syllabe est plus limité en Japonais que dans les langues européennes. Seuls 71 signes peuvent rendre compte de toutes les syllabes possibles. Ainsi les enfants japonais entrent-ils souvent à l'école en sachant déjà maîtriser la lecture du kana. Les signes du kanji sont enseignés tout au long de la scolarité. À la fin de la première année de scolarisation, les enfants doivent maîtriser 46 signes kanji, puis le nombre de signes à apprendre s'accroît.
L'un des problèmes de cette écriture syllabique est cependant qu'elle génère un grand nombre d'homonymes. Les Japonais les plus lettrés utilisent alors les signes du kanji pour lever l’ambiguïté sur le sens du mot. Dans la littérature enfantine, l'écriture est souvent donnée en kana et en kanji pour assister l'apprentissage des deux systèmes d'écriture. Depuis les années 1950 le système d'écriture se simplifie, avec une diminution de l'utilisation des caractères logographiques du kanji et une augmentation de l'utilisation du kana. Les claviers d'ordinateurs sont adaptés à l'écriture kana. L’utilisation et la connaissance de l'écriture kanji diminue.

### Liste des ouvrages de référence
- Jean E. Dumas, Psychopathologie de l'enfant et de l'adolescent, Louvain-la-Neuve, De Boek Supérieur, 2013, 783 p. (ISBN 978-2-8041-7312-8, BNF 43639363).
- (en) Michael W. Eysenck, Psychology, a student handbook, Hove, UK, Psychology Press, 2000, 979 p. (ISBN 978-0-86377-474-4).
- (en) Margaret Harris et Georges Butterworth, Developmental psychology, a student handbook, Hove and New York, Psychogy Press, Taylor & Francis, 2002, 371 p. (ISBN 978-1-84169-192-3).
- Diane E. Papalia, Sally W. Olds et Ruth D. Feldman (trad. de l'anglais), Psychologie du développement humain, 7ème édition, Montréal, Groupe de Boeck, 2010, 482 p. (ISBN 978-2-8041-6288-7, BNF 42305791).
- Claudine Garcia-Debanc Didactique de la lecture: Regards croisés. Questions d’éducation, 2020, Presses universitaires du Midi, 229 p  (ISBN 978-2-8107-0831-4)

### Ouvrages d'approfondissement
- (en) M.J. Adams, Beginning to read : Thinking and learning about print, MIT Press, Cambridge, MA, 1990
- S.L. Carbonnel, P. Gillet, M.-D. Martory, S. Valdois, Approche cognitive des troubles de la lecture et de l'écriture chez l'enfant et l'adulte, éditions Solal, Marseille, 1996
- S. Dehaene, Les Neurones de la lecture, Odile Jacob, 2007 (lire extraits en ligne)
- J. Ecaille, A. Magnan, L’apprentissage de la lecture, Armand Colin, Paris, 2002
- M. Fayol, Jean Emile Gombert, P. Lecocq, L. Sprenger-Charolles, D. Zagar, Psychologie Cognitive de la Lecture, PUF, Paris, 1992
- Jean Emile Gombert, P. Colé, M. Fayol, R. Goigoux, P. Mousty, S. Valdois, Enseigner la lecture au cycle 2, Nathan, Paris, 2000
- (en) U.C. Goswami, P. Bryant, Phonological skills and learning to read, Lawrence Erlbaum, Hillsdale, NJ, 1990
- K. Hempenstall, Que nous dit la recherche sur le cerveau à propos de l'enseignement de la lecture, trad. fr. [lire en ligne] de : Hempenstall, K. (2006). What brain research can tell us about reading instruction. Learning Difficulties Australia Bulletin, 38(1), 15-16.
- K. Hempenstall, Conscience phonémique, qu'est-ce que cela signifie ?, trad. fr. [lire en ligne] de : Hempenstall, K. (2003). Phonemic awareness: What does it mean? [(en) lire en ligne]
- (en) E. D. Hirsch Jr., Reading Comprehension Requires Knowledge - of Words and the World : Scientific Insights into the Fourth-Grade Slump and the Nation’s Stagnant Comprehension Scores, in AMERICAN EDUCATOR, Spring 2003 | Vol. 27, No. 1 The Fourth-Grade Plunge: The Cause. The Cure - Trad. fr. partielle : "La compréhension en lecture requiert la connaissance des mots et du monde" [lire en ligne]
- R.M. Joshi, C.L. Leong, B.L.J. Kaczmarek, Eds, Literacy acquisition: the role of phonology, morphology and orthography, IOS Press Ohmsha, Nato Science Series, Washington, DC, 2003
- J. Morais, L’art de lire, Odile Jacob, Paris, 1994
- Observatoire National de la Lecture, Apprendre à lire, Odile Jacob / CNDP, Paris, 1998
- Observatoire National de la Lecture, Maîtriser la lecture, Odile Jacob / CNDP, Paris, 2000
- Janine Reichstadt, Apprendre à lire:l'enjeu de la syllabique, L'Harmattan, Paris 2011
- L. Rieben, M. Fayol, C. Perfetti, Eds., Des orthographes et leur acquisition, Delachaux et Niestlé, Neuchâtel, Paris, 1997
- L. Rieben, C. Perfetti, Eds, L’apprenti lecteur. Recherches empiriques et implications pédagogiques, Delachaux et Niestlé, Neuchâtel, Paris, 1989
- L. Rieben, "Le 21ème siècle verra-t-il (enfin) la disparition des polémiques stériles sur l’apprentissage de la lecture ?", in Formation et pratiques d'enseignement en questions, n°1, 2004, p. 17-25. [lire en ligne]
- L. Sprenger-Charolles, S. Casalis, Lire - Lecture et écriture : acquisition et troubles du développement, PUF, Paris, 1996
- Carole Tisset, Apprendre à lire au cycle 2, Hachette Éducation, 1994